# 鎌田遵
鎌田 遵（かまた じゅん、1972年-　）は、日本の人類学者、亜細亜大学教授。
東京都生まれ。高校卒業後に渡米。カリフォルニア大学バークレー校ネイティブ・アメリカン学科卒業。カリフォルニア大学ロサンゼルス校大学院アメリカン・インディアン学研究科修士課程修了。同大学院公共政策・社会調査研究所都市計画学研究科博士課程修了、Ph.D.（都市計画学）。2009-11年カリフォルニア大学バークレー校社会変革研究所客員研究員。亜細亜大学経営学部専任講師、2015年准教授。アメリカ先住民や非合法移民と寝食を共にし「辺境」を歩いてきた。専門はアメリカ先住民研究。

## 著書
- 『「辺境」の抵抗 核廃棄物とアメリカ先住民の社会運動』御茶の水書房 2006
- 『ぼくはアメリカを学んだ』岩波ジュニア新書 2007
- 『ネイティブ・アメリカン 先住民社会の現在』岩波新書 2009
- 『ドキュメントアメリカ先住民 あらたな歴史をきざむ民』大月書店 2011
- 『ネイティブ・アメリカ 写真集』大月書店 2013
- 『「辺境」の誇り アメリカ先住民と日本人』集英社新書　2015

共著
- Short But Sweet : Nine Essays and One Story』William F. O'Connor,菊池久一共著 DTP出版  2012